# Discovery Park of America
Discovery Park of America (deutsch etwa „Erlebnispark von Amerika“) ist ein amerikanischer Freizeitpark mit angegliedertem Museum.

## Geschichte
Der Discovery Park wurde im Jahr 2013 eröffnet. Er befindet sich im äußersten Nordwesten des Bundesstaats Tennessee im Lake County zwischen dem nahen Mississippi River im Westen und der im Osten unmittelbar angrenzenden Stadt Union City, dem Verwaltungssitz des benachbarten Obion County. Das dort im Jahr 1970 gegründete Obion County Museum war der Vorläufer des heutigen Erlebnisparks.
Zum etwa zwanzig Hektar großen Freigelände gehört ein nahezu zehntausend Quadratmeter umfassendes Museum, das Aspekte wie Naturgeschichte, Militärgeschichte und Technikgeschichte inklusive Zeitgeschichte abdeckt. Zweck ist, Kinder und Erwachsene zu informieren und zu inspirieren. Ferner gibt es einen Aussichtsturm (Bild oben) mit einer Besucherplattform in vierzig Metern Höhe.

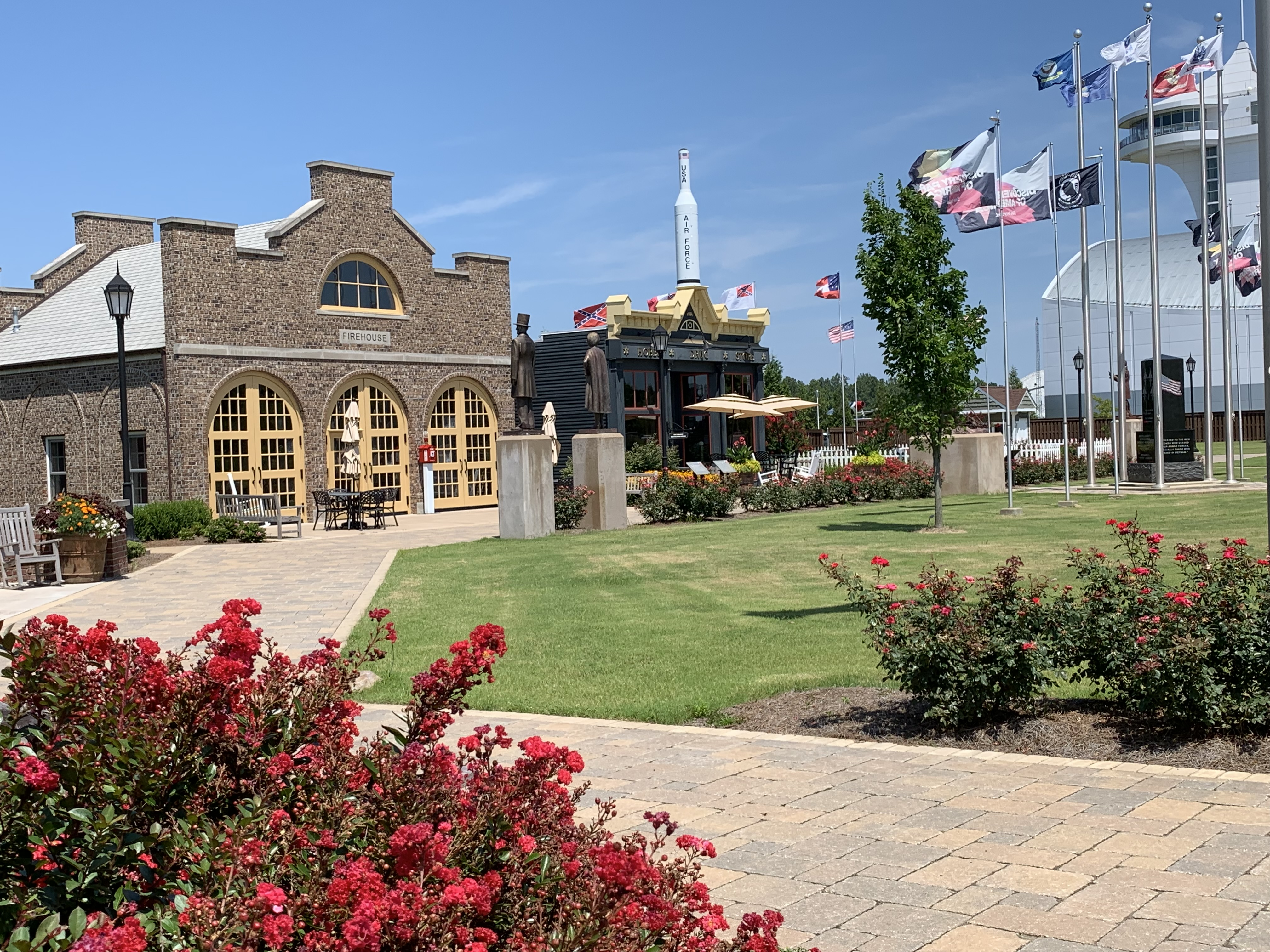
Der Freedom Square im Herzen der Anlage.
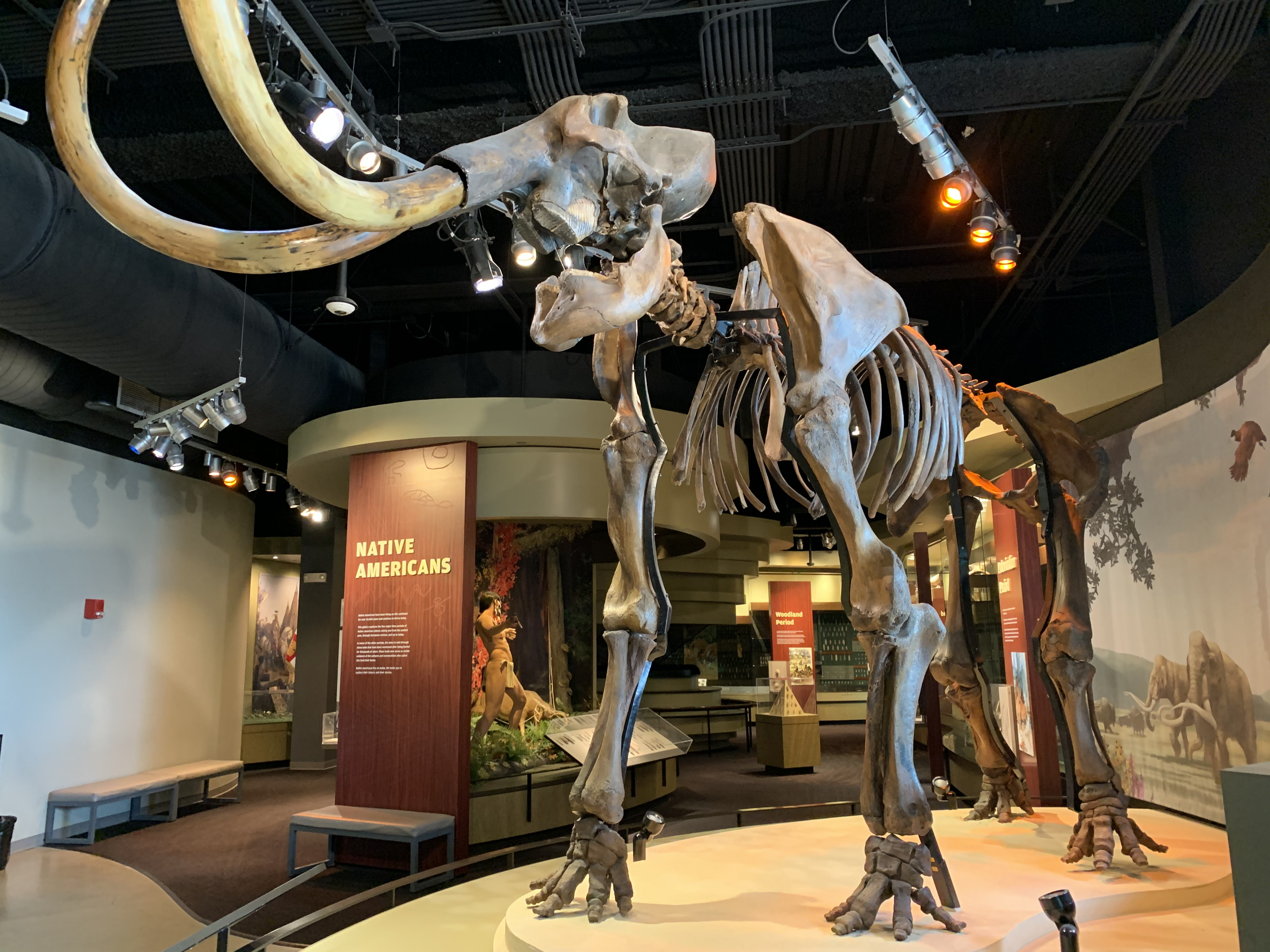
Zwölftausend Jahre altes Skelett eines Wollmammuts in der Native American Gallery.
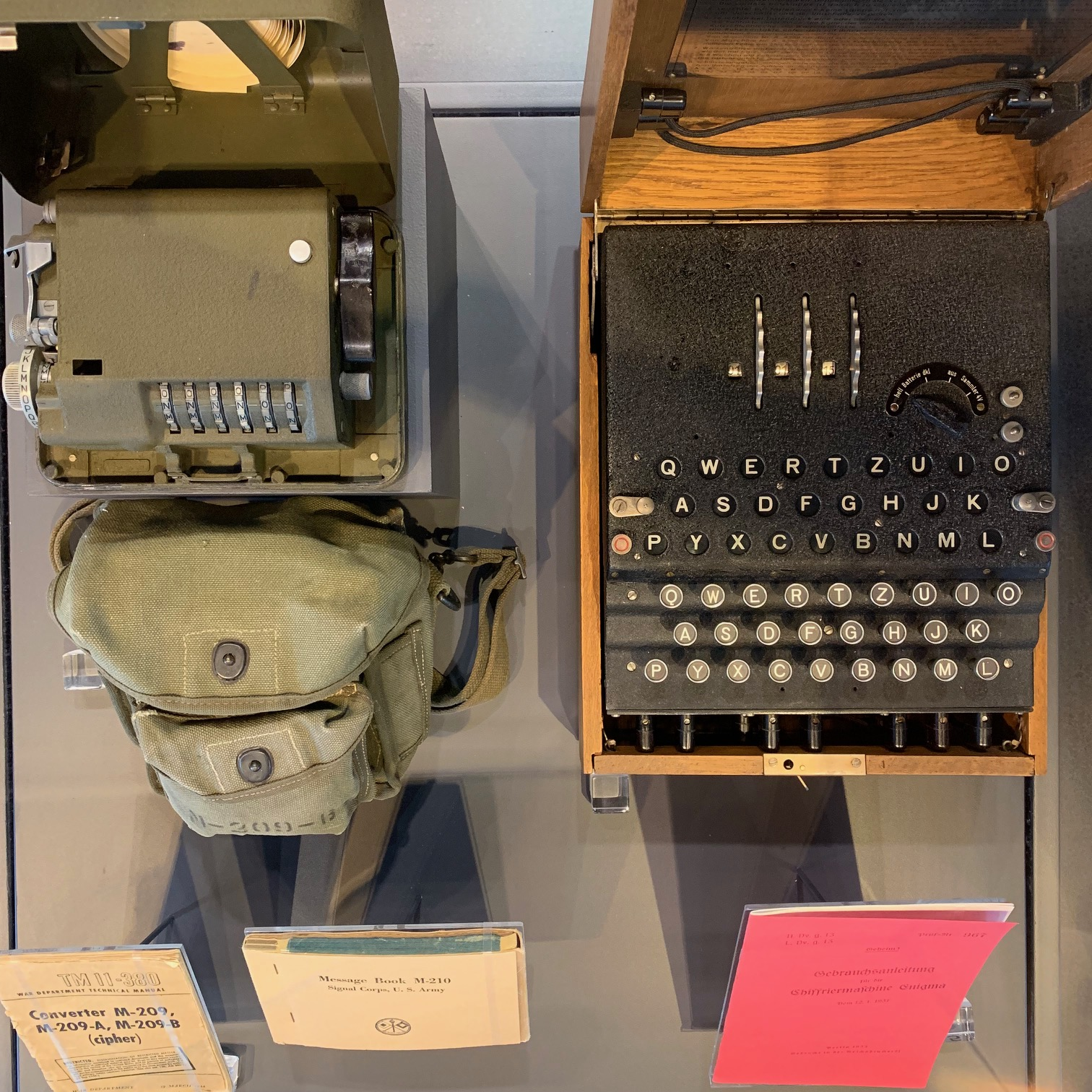
Amerikanische M-209- und deutsche Enigma-Rotor-Chiffriermaschine, beide aus dem Zweiten Weltkrieg, friedlich nebeneinander.
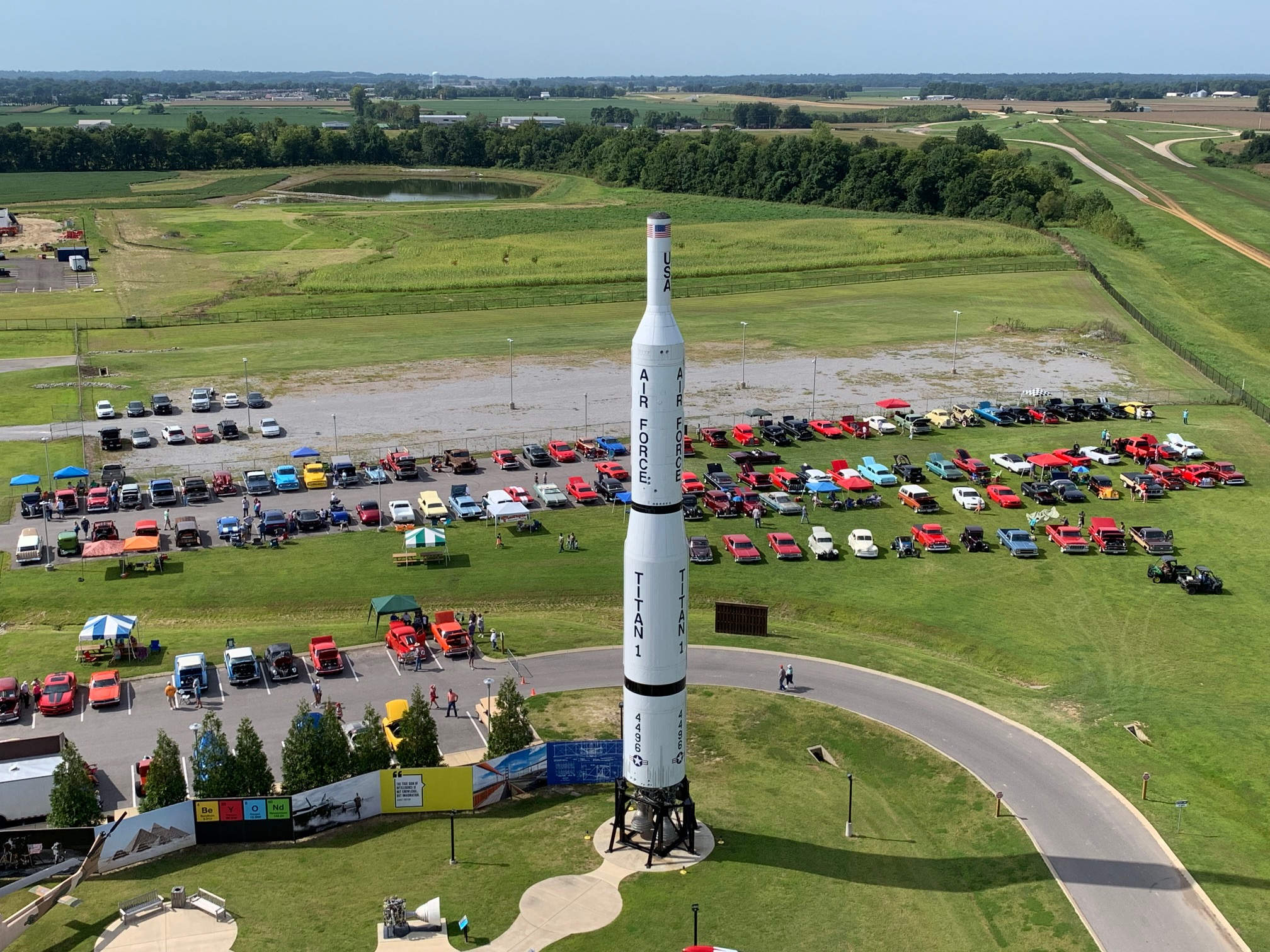
Interkontinentalrakete Titan I auf dem Freigelände.